# Carlia quinquecarinata
Carlia quinquecarinata es una especie de escincomorfo de la familia Scincidae.

## Distribución geográfica
Es endémica de las islas del estrecho de Torres (Australia).